# Toys for Bob
Toys for Bob es una empresa estadounidense desarrolladora de videojuegos fundada en la ciudad de Novato (California) en el año 1989. El nombre Toys for Bob fue inventado por Laurie Lessen-Reiche; fue elegido para estimular la curiosidad y aludir a la apreciación de Paul y Fred de los juguetes reales.

## Historia
La compañía fue fundada por Paul Reiche III (CEO y director creativo), Fred Ford y Terry Falls. Crearon el videojuego Star Control y su secuela Star Control II a principios de la década de 1990. Sin embargo, no participaron en el desarrollo de Star Control 3. Después de esto, desarrollaron una serie de videojuegos para la empresa Crystal Dynamics desde 1994 al año 2000, incluidos The Horde, Pandemonium!, The Unholy War y 102 Dalmatians: Puppies to the Rescue.
Después para su próximo lanzamiento de videojuego, desarrollaron el llamado Disney's Extreme Skate Adventure en el año 2003, la empresa fue comprada por Activision el 3 de mayo de 2005 y ahora es una subsidiaria de propiedad absoluta. El equipo de gestión y los empleados han firmado contratos a largo plazo con Activision, y Toys for Bob sigue vigente en Novato, California. Bajo Activision, el desarrollador se enfocó principalmente en videojuegos con licencia; sin embargo, el mercado para este tipo de juegos comenzó a secarse alrededor del año 2008 y se vieron obligados a encontrar un nuevo nicho.
Desde el año 2011, han estado trabajando en la serie de videojuegos Skylanders que comienza con Skylanders: La aventura de Spyro hasta la liberación de su más reciente adición Skylanders: Imaginadores en el año 2016 con Crash Bandicoot como un personaje jugable.
El 5 de abril de 2018, se anunció que Toys for Bob desarrollará el remake de la trilogía original de videojuegos de Spyro el dragón llamada Spyro Reignited Trilogy.
El 1 de marzo de 2024 se independiza de Activision Blizzard y de la marca Xbox Game Studios

## Videojuegos desarrollados
| Año  | Videojuego                                    | Plataforma(s)                                                                            |
| ---- | --------------------------------------------- | ---------------------------------------------------------------------------------------- |
| 1990 | Star Control                                  | Amiga, Commodore 64, MS-DOS, Sega Genesis                                                |
| 1992 | Star Control II                               | 3DO, MS-DOS                                                                              |
| 1994 | The Horde                                     | 3DO, MS-DOS, Sega Saturn                                                                 |
| 1996 | Pandemonium!                                  | Microsoft Windows, PlayStation, Sega Saturn                                              |
| 1998 | The Unholy War                                | PlayStation                                                                              |
| 1999 | Majokko Daisakusen: Little Witching Mischiefs | PlayStation                                                                              |
| 2000 | 102 Dalmatas: Cachorros al rescate            | Dreamcast, Game Boy Color, Microsoft Windows, PlayStation                                |
| 2003 | Disney's Extreme Skate Adventure              | GameCube, PlayStation 2, Xbox                                                            |
| 2005 | Madagascar (videojuego)                       | GameCube, Microsoft Windows, PlayStation 2, Xbox                                         |
| 2006 | Tony Hawk's Downhill Jam                      | PlayStation 2, Wii                                                                       |
| 2008 | Madagascar: Escape 2 Africa                   | Microsoft Windows, PlayStation 2, PlayStation 3, Wii, Xbox 360                           |
| 2011 | Skylanders: La aventura de Spyro              | Microsoft Windows, OS X, PlayStation 3, Wii, Wii U, Xbox 360                             |
| 2012 | Skylanders: Gigantes                          | PlayStation 3, Wii, Wii U, Xbox 360                                                      |
| 2014 | Skylanders: El Equipo Trampa                  | Android, iOS, Nintendo 3DS, PlayStation 3, PlayStation 4, Wii, Wii U, Xbox 360, Xbox One |
| 2016 | Skylanders: Imaginadores                      | Nintendo Switch, PlayStation 3, PlayStation 4, Wii U, Xbox 360, Xbox One                 |
| 2017 | Crash Bandicoot N. Sane Trilogy               | PlayStation 4, Xbox One, Nintendo Switch                                                 |
| 2018 | Spyro Reignited Trilogy                       | PlayStation 4, Xbox One, Microsoft Windows, Nintendo Switch                              |
| 2020 | Crash Bandicoot 4: It's About Time            | PlayStation 4, Xbox One, Xbox Series X\|S, Nintendo Switch, Microsoft Windows            |
| 2023 | Crash Team Rumble                             | PlayStation 4, PlayStation 5, Xbox One, Xbox Series X y Series S                         |